# Суперкубок Ирландии по футболу
Суперкубок ФАИ (англ. FAI Super Cup) — более не существующий футбольный турнир для 4 клубов Ирландии, квалифицировавшихся по результатам прошедшего сезона в международные турниры УЕФА. Всего было проведено 4 розыгрыша в июле, перед стартом нового сезона. Турнир состоял из двух полуфиналов и финала, в котором играли победители полуфиналов. Первый турнир проходил на нейтральном стадионе Мортон, а в 1999 и 2000 годах в шелбурновском Tolka Park. Первые три турнира состояли из двух полуфиналов на выбывание в борьбе за третье место, а победившие выходили в финал, в 2001 году играли в группе.
| Год  | Победитель           | Финалист             | Полуфиналисты             |
| ---- | -------------------- | -------------------- | ------------------------- |
| 1998 | Шемрок Роверс        | Сент-Патрикс Атлетик | Корк Сити, Шелбурн        |
| 1999 | Сент-Патрикс Атлетик | Шелбурн              | Корк Сити, Брей Уондерерс |
| 2000 | ЮКД                  | Богемианс            | Корк Сити, Шелбурн        |
| 2001 | Шелбурн              | Богемианс            | Корк Сити, Лонгфорд Таун  |